# Klubi Sportiv Egnatia
Il Klubi Futbollit Egnatia, meglio noto come Egnatia, è una società calcistica albanese di Rrogozhinë. Milita nella Kategoria Superiore, la massima divisione del campionato albanese, di cui è campione in carica.

## Storia
La passione per il calcio ha caratterizzato la popolazione di Rrogozhinë già negli anni della prima guerra mondiale. Essendo la cittadina situata vicino a Kavajë, una città con una lunga tradizione nel calcio a livello nazionale, i cittadini di Rrogozhinë hanno saputo usare questa esperienza a proprio vantaggio, formando inizialmente una squadra di livello amatoriale che sarebbe poi passata a competere nella seconda divisione del calcio albanese. La prima partita nella storia del club fu un'amichevole con il Besa Kavajë del 1934, che terminò con una sconfitta per 1-7.
In seguito alla liberazione del paese dopo la seconda guerra mondiale, la struttura della lega cambiò, consentendo solo alle squadre di livello distrettuale di competere nelle prime due divisioni. Ciò rese difficile per Rrogozhinë competere a livello nazionale.
L'Egnatia disputò una stagione nella massima serie del calcio albanese, la Kategoria Superiore, dopo aver ottenuto la promozione nella stagione 2003-2004. L'annata in massima divisione terminò con la retrocessione, con Alfred Ferko che successe ad Hysen Dedja e Petrit Haxhia come allenatore della prima squadra durante la stagione.
Nella stagione 2020-2021 l'Egnatia ottenne la promozione in Kategoria Superiore per la seconda volta. 
Nella stagione 2022-2023 vinse il primo trofeo nazionale, aggiudicandosi la Coppa d'Albania dopo aver battuto ai tempi supplementari il Tirana per 1-0. Nel medesimo anno ottenne anche il terzo posto in campionato (miglior piazzamento della sua storia).
La stagione seguente è addirittura  migliore, perde la Supercoppa d'Albania contro il Partizani Tirana a dicembre 2023, ma si riscatta vincendo prima la Coppa d'Albania il 14 Maggio 2024 a Tirana e poi, il 26 Maggio, il loro primo Campionato della storia sempre all'Air Albania Stadium di Tirana.
Nell'annata 2024-2025 ha disputato il primo turno di qualificazioni della UEFA Champions League per la prima volta dove sono stati sconfitti dai bosniaci del Borac Banja Luka ai calci di rigore (2-2 tot) per 4-1; nella medesima stagione ha raggiunto nuovamente la finale di Coppa d'Albania, perdendola contro la Dinamo Tirana.

## Palmarès

### Competizioni nazionali
- Campionato albanese: 2

2023-2024, 2024-2025
- Campionato albanese di seconda divisione: 2

2003-2004, 2020-2021
- Coppa d'Albania: 2

2022-2023, 2023-2024
- Supercoppa d'Albania: 1

2024

## Organico

### Rosa 2025-2026
Aggiornata al 13 agosto 2025.
| N. |                           | Ruolo | Calciatore                    |
| -- | ------------------------- | ----- | ----------------------------- |
| 1  | Albania (bandiera)        | P     | Klajdi Kuka                   |
| 2  | Albania (bandiera)        | D     | Amer Duka                     |
| 4  | Azerbaigian (bandiera)    | D     | Zamiq Aliyev                  |
| 6  | Albania (bandiera)        | D     | Albano Aleksi (vice-capitano) |
| 7  | Brasile (bandiera)        | C     | Fernando Medeiros (capitano)  |
| 8  | Nigeria (bandiera)        | C     | Daniel Wotlai                 |
| 9  | Costa d'Avorio (bandiera) | A     | Soumaila Bakayoko             |
| 11 | Brasile (bandiera)        | C     | Léo Melo                      |
| 16 | Albania (bandiera)        | D     | Edison Ndreca                 |
| 17 | Kosovo (bandiera)         | A     | Kastriot Selmani              |
| 18 | Ghana (bandiera)          | A     | Mohammed Yahaya               |
| 19 | Kosovo (bandiera)         | D     | Arbenit Xhemajli              |

| N. |                    | Ruolo | Calciatore        |
| -- | ------------------ | ----- | ----------------- |
| 22 | Spagna (bandiera)  | D     | Guillem Jaime     |
| 27 | Brasile (bandiera) | D     | Jefferson         |
| 28 | Albania (bandiera) | D     | Eljon Sota        |
| 29 | Albania (bandiera) | P     | Loris Haka        |
| 44 | Albania (bandiera) | D     | Abdurraman Fangaj |
| 70 | Albania (bandiera) | C     | Regi Lushkja      |
| 98 | Albania (bandiera) | P     | Mario Dajsinani   |
| 99 | Mali (bandiera)    | A     | Saliou Guindo     |
|    | Albania (bandiera) | D     | Anio Poçi         |
|    | Albania (bandiera) | C     | Flamur Ruçi       |
|    | Albania (bandiera) | A     | Ildi Gruda        |
|    | Croazia (bandiera) | A     | Nikola Burić      |

### Staff tecnico
- Allenatore:  Edlir Tetova
- Vice-Allenatore:  Julian Brahja
- Team Manager:  Klevis Murati
- Preparatore dei portieri:  Taulant Guma
- Preparatore atletico:  Eduart Thartori
- Medico sociale:  Emiliano Bishdili
- Direttore Generale:  Vladimir Gjonaj
- Direttore Sportivo:  Klejdi Zenelaj

### Rosa 2024-2025
| N. |                    | Ruolo | Calciatore                    |
| -- | ------------------ | ----- | ----------------------------- |
| 1  | Albania (bandiera) | P     | Klajdi Kuka                   |
| 2  | Albania (bandiera) | D     | Amer Duka                     |
| 4  | Albania (bandiera) | D     | Frédéric Veseli               |
| 6  | Albania (bandiera) | D     | Albano Aleksi (vice-capitano) |
| 9  | Albania (bandiera) | A     | Dardan Vuthaj                 |
| 12 | Albania (bandiera) | P     | Ilir Dabjani                  |
| 13 | Albania (bandiera) | D     | Renato Malota (capitano)      |
| 16 | Albania (bandiera) | D     | Edison Ndreca                 |

| N. |                    | Ruolo | Calciatore         |
| -- | ------------------ | ----- | ------------------ |
| 17 | Albania (bandiera) | C     | Arbin Zejnullai    |
| 19 | Kosovo (bandiera)  | D     | Arbenit Xhemajli   |
| 24 | Albania (bandiera) | D     | Rezart Rama        |
| 27 | Francia (bandiera) | A     | Youba Dramé        |
| 28 | Italia (bandiera)  | C     | Alessandro Ahmetaj |
| 44 | Albania (bandiera) | D     | Abdurraman Fangaj  |
| 70 | Albania (bandiera) | C     | Regi Lushkja       |
| 82 | Albania (bandiera) | A     | Redi Kasa          |

## Partecipazioni alle Coppe europee
| Stagione  | Competizione                  | Turno    | Nazione                         | Club             | Risultato in casa  | Risultato in trasferta |
| --------- | ----------------------------- | -------- | ------------------------------- | ---------------- | ------------------ | ---------------------- |
| 2023-2024 | UEFA Europa Conference League | 1º Turno | Armenia (bandiera)              | Ararat           | 4-4 - (6-8 d.c.r.) | 1-1                    |
| 2024-2025 | UEFA Champions League         | 1º Turno | Bosnia ed Erzegovina (bandiera) | Borac Banja Luka | 2-1 - (3-5 d.c.r.) | 1-0                    |
| 2024-2025 | UEFA Conference League        | 2º Turno | Islanda (bandiera)              | Víkingur         | 0-2                | 0-1                    |